# Liste des pertes sous-marines de l'United States Navy

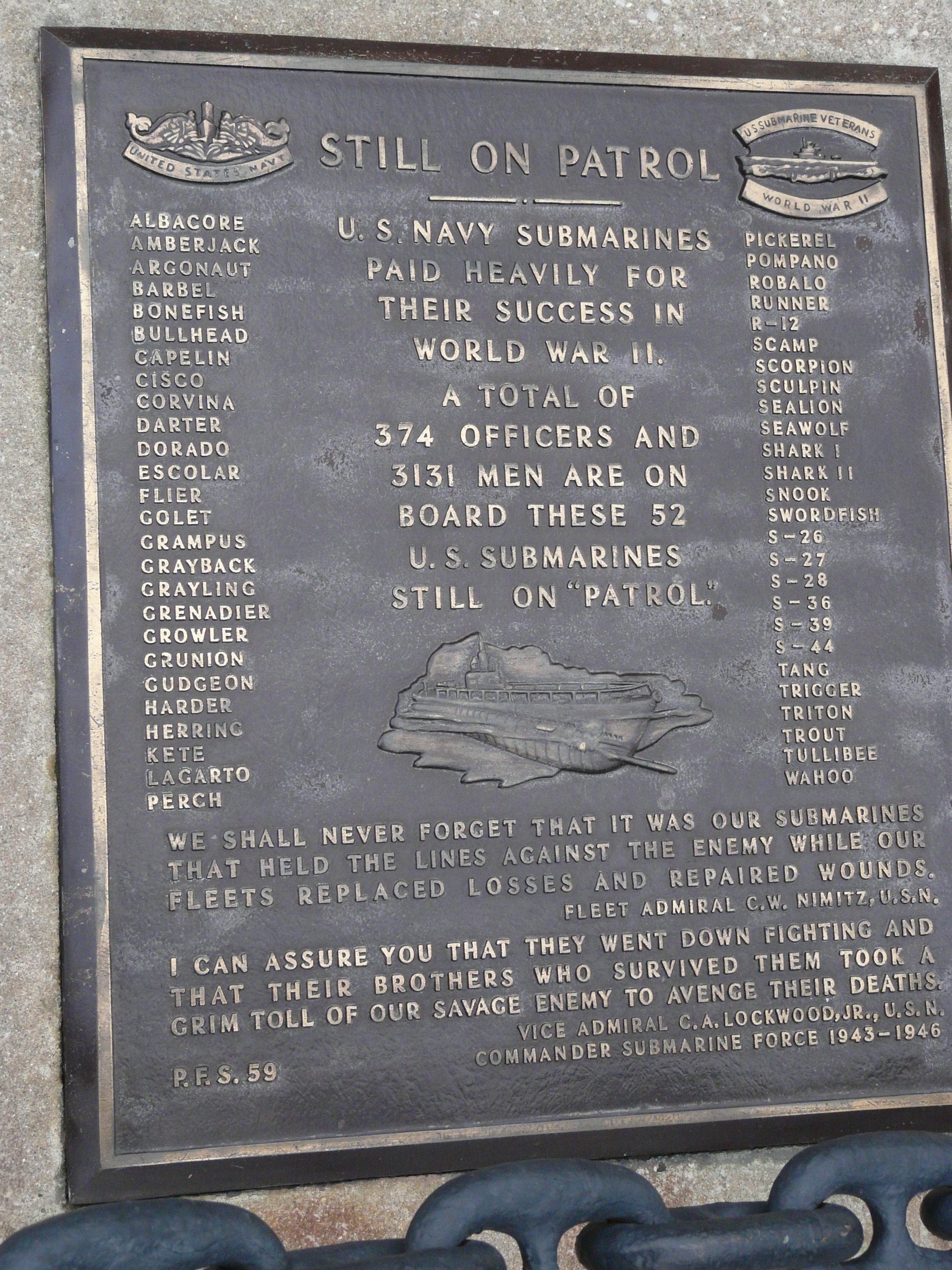
Stèle des navires « Still on Patrol » (toujours en patrouille) à l'Independence Seaport Museum.

La liste qui suit constitue la liste des sous-marins de l'United States Navy qui furent perdus en mer, que ce soit au cours d'un affrontement ou lors d'accidents en mer, en temps de paix.

## Avant la Seconde Guerre mondiale
| Nom                  | Classe | Commissionnement  | Perte              | Commentaire                      |
| -------------------- | ------ | ----------------- | ------------------ | -------------------------------- |
| USS Alligator        |        | 13 juin 1862      | 2 avril 1863       | Perdu en mer                     |
| USS F-1 (SS-20)      | F      | 19 juin 1912      | 17 décembre 1917   | Coulé lors d'une collision       |
| USS F-4 (SS-23)      | F      | 3 mai 1913        | 25 mars 1915       | Peut-être une voie d'eau         |
| USS H-1 (SS-28)      | H      | 1er décembre 1913 | 12 mars 1920       | Échoué                           |
| USS O-5 (SS-66)      | O      | 8 juin 1918       | 28 octobre 1923    | Collision                        |
| USS S-4 (SS-109)     | S      | 19 novembre 1919  | 17 décembre 1927   | Collision                        |
| USS S-5 (SS-110)     | S      | 6 mars 1920       | 1er septembre 1920 | Échoué en plongée                |
| USS S-51 (SS-162)    | S      | 24 juin 1922      | 25 septembre 1925  | Accident                         |
| USS Squalus (SS-192) | Sargo  | 1er mars 1939     | 15 novembre 1939   | Coulé lors d'essais en immersion |

## Seconde Guerre mondiale
Durant la Seconde Guerre mondiale, les forces sous-marines de l'US Navy subirent proportionnellement parlant le plus haut pourcentage de pertes, perdant un sous-marinier sur cinq.
48 sous-marins furent perdus lors d'un affrontement avec l'ennemi, deux (l'USS Dorado et l'USS Seawolf) coulés à cause d'un tir ami, deux autres (les USS Tulibee et USS Tang) du fait de défaillance de torpilles et quatre à cause d'accidents ou d'échouement. Près de 16 000 sous-mariniers servirent durant la guerre, desquels 375 officiers et 3 131 hommes d'équipage furent tués.
Un ouvrage de 1973 donne la répartition du total des 66 unités perdues :
- 43 perdus par l'action de l'armée impériale japonaise :
  - 12 coulés par l'aviation japonaise ;
  - 1 coulé au canon ;
  - 21 par grenadage ;
  - 1 par torpillage par un sous-marin japonais ;
  - 8 par mines ;
- 5 portés disparus en mission ;
- 8 par fortune de mer soit 1 par collision et 7 par échouage ;
- 5 sabordés ou coulés comme cible ;
- 5 coulés lors de tir ami par avions ou navires américains (le sort d'un de ces derniers est contesté, il est possible qu'il ait été coulé par une mine allemande).

Les vétérans des sous-marins suggérèrent que chacun des cinquante États des États-Unis « adopte » un sous-marin, à l'exception de la Californie et de New York qui en adoptèrent deux.
| Nom                | Classe   | Commissionnement  | Perte             | État                 | Commentaire                                                           |
| ------------------ | -------- | ----------------- | ----------------- | -------------------- | --------------------------------------------------------------------- |
| Albacore (SS-218)  | Gato     | 1er juin 1942     | 7 novembre 1944   | Oregon               | Probablement coulé par une mine                                       |
| Amberjack (SS-219) | Gato     | 19 juin 1942      | 16 février 1943   | Caroline du Sud      | Coulé par un torpilleur                                               |
| Argonaut (SM-1)    | Argonaut | 2 avril 1928      | 10 janvier 1943   | Californie           | Coulé par un destroyer                                                |
| Barbel (SS-316)    | Balao    | 3 avril 1944      | 4 février 1945    | Wyoming              | Coulé par l'aviation japonaise                                        |
| Bonefish (SS-223)  | Gato     | 31 mai 1943       | 18 juin 1945      | Washington           | Coulé par un navire japonais                                          |
| Bullhead (SS-332)  | Balao    | 4 décembre 1944   | 6 août 1945       | Nouveau-Mexique      | Coulé par l'aviation japonaise                                        |
| Capelin (SS-289)   | Balao    | 4 juin 1943       | 2 décembre 1943   | New Hampshire        | Porté disparu                                                         |
| Cisco (SS-290)     | Balao    | 10 mai 1943       | 28 septembre 1943 | Virginie-Occidentale | Coulé par l'aviation japonaise                                        |
| Corvina (SS-226)   | Gato     | 6 août 1943       | 16 novembre 1943  | Nevada               | Torpillé par un sous-marin japonais                                   |
| Darter (SS-227)    | Gato     | 7 septembre 1943  | 24 octobre 1944   | Tennessee            | Échouement                                                            |
| Dorado (SS-248)    | Gato     | 28 août 1943      | 12 octobre 1943   | Kansas               | Probablement touché par une mine                                      |
| Escolar (SS-294)   | Balao    | 2 juin 1944       | 17 octobre 1944   | Michigan             | Probablement touché par une mine                                      |
| Flier (SS-250)     | Gato     | 18 octobre 1943   | 13 août 1944      | Vermont              | Coulé par une mine                                                    |
| Golet (SS-361)     | Gato     | 30 novembre 1943  | 14 juin 1944      | Louisiane            | Coulé par un navire japonais                                          |
| Grampus (SS-207)   | Tambor   | 23 mai 1941       | 5 mars 1943       | Californie           | Probablement coulé par un destroyer japonais                          |
| Grayback (SS-208)  | Tambor   | 30 juin 1941      | 27 février 1944   | Indiana              | Coulé par l'aviation japonaise                                        |
| Grayling (SS-209)  | Tambor   | 1er mars 1941     | 9 septembre 1943  | Colorado             | Date de perte approximative                                           |
| Grenadier (SS-210) | Tambor   | 1er mai 1941      | 22 avril 1943     | New York (ouest)     | Sabordé après avoir été endommagé par l'aviation japonaise            |
| Growler (SS-215)   | Gato     | 20 mars 1942      | 8 novembre 1944   | Hawaï                | Coulé par un navire japonais                                          |
| Grunion (SS-216)   | Gato     | 11 avril 1942     | 30 juillet 1942   | Ohio                 | Cause du naufrage inconnue                                            |
| Gudgeon (SS-211)   | Tambor   | 21 avril 1941     | 18 avril 1944     | New Jersey           | Peut-être coulé par une mine                                          |
| Harder (SS-257)    | Gato     | 2 décembre 1942   | 27 août 1944      | Utah                 | Coulé par un navire japonais                                          |
| Herring (SS-233)   | Gato     | 4 mai 1942        | 1er juin 1944     | Alabama              | Coulé par des batteries de défense japonaises                         |
| Kete (SS-369)      | Balao    | 31 juillet 1944   | fin mars 1945     | Delaware             | Porté disparu                                                         |
| Lagarto (SS-371)   | Balao    | 14 octobre 1944   | 4 mai 1945        | Wisconsin            | Coulé par un torpilleur japonais                                      |
| Perch (SS-176)     | Porpoise | 19 novembre 1963  | 3 mars 1942       | Arizona              | Échoué après avoir été endommagé par un destroyer japonais            |
| Pickerel (SS-177)  | Porpoise | 26 janvier 1937   | 3 avril 1943      | Montana              | Coulé par un navire japonais                                          |
| Pompano (SS-181)   | Porpoise | 12 juin 1937      | septembre 1943    | Kentucky             | Probablement coulé par une mine japonaise                             |
| R-12 (SS-89)       | R        | 16 octobre 1940   | 12 juin 1943      | Rhode Island         | Échouement                                                            |
| Robalo (SS-273)    | Gato     | 28 septembre 1943 | 26 juillet 1944   | Dakota du Nord       | Coulé par une mine                                                    |
| Runner (SS-275)    | Gato     | 30 juillet 1942   | 26 juin 1943      | New York (est)       | Perdu en mer                                                          |
| S-26 (SS-131)      | S        | 22 août 1922      | 24 janvier 1942   | Alaska               | Perte accidentelle                                                    |
| S-27 (SS-132)      | S        | 18 octobre 1922   | 19 juin 1942      | Idaho                | Échoué le 19 juin et abandonné le 21                                  |
| S-28 (SS-133)      | S        | 13 décembre 1923  | 4 juillet 1944    | Caroline du Nord     | Cause inconnue                                                        |
| S-36 (SS-141)      | S        | 4 avril 1923      | 21 janvier 1942   | Iowa                 | Échoue le 21 janvier 1942                                             |
| S-39 (SS-144)      | S        | 14 septembre 1923 | 13 août 1942      | Maryland             | Échoué                                                                |
| S-44 (SS-155)      | S        | 16 février 1925   | 7 octobre 1943    | Illinois             | Coulé par une frégate japonaise                                       |
| Scamp (SS-277)     | Gato     | 18 septembre 1942 | 11 novembre 1944  | Missouri             | Probablement coulé par la marine japonaise                            |
| Scorpion (SS-278)  | Gato     | 1er octobre 1942  | 5 janvier 1944    | Dakota du Sud        | Probablement coulé par une mine                                       |
| Sculpin (SS-191)   | Sargo    | 16 janvier 1939   | 19 novembre 1943  | Maine                | Sabordé après avoir été endommagé par un destroyer japonais           |
| Sealion (SS-195)   | Sargo    | 27 novembre 1939  | 25 décembre 1941  | Géorgie              | Endommagé par l'aviation japonaise le 10 décembre puis sabordé        |
| Seawolf (SS-197)   | Sargo    | 1er décembre 1939 | 3 octobre 1944    | Texas                | Probablement coulé par un tir ami de l'USS Richard M. Rowell (DE-403) |
| Shark (SS-174)     | Porpoise | 25 janvier 1936   | 11 février 1942   | Oklahoma             | Probablement coulé par un destroyer japonais                          |
| Shark (SS-314)     | Balao    | 14 février 1944   | 24 octobre 1944   | Virginie             | Coulé par l'aviation japonaise                                        |
| Snook (SS-279)     | Gato     | 24 octobre 1942   | 8 avril 1945      | Arkansas             | Porté disparu ce jour                                                 |
| Swordfish (SS-193) | Sargo    | 22 juillet 1939   | 12 janvier 1945   | Minnesota            | Probablement coulé par la marine japonaise                            |
| Tang (SS-306)      | Balao    | 15 octobre 1943   | 24 octobre 1944   | Floride              | Torpillé                                                              |
| Trigger (SS-237)   | Gato     | 31 janvier 1942   | 28 mars 1945      | Pennsylvanie         | Coulé par un navire japonais                                          |
| Triton (SS-201)    | Tambor   | 15 août 1940      | 15 mars 1943      | Connecticut          | Coulé par un destroyer japonais                                       |
| Trout (SS-202)     | Tambor   | 15 novembre 1940  | 29 février 1944   | Massachusetts        | Perdu en mer                                                          |
| Tullibee (SS-284)  | Gato     | 15 février 1943   | 26 mars 1944      | Mississippi          | Coulé par l'explosion d'une de ses torpilles                          |
| Wahoo (SS-238)     | Gato     | 15 mai 1942       | 11 octobre 1943   | Nebraska             | Coulé par un navire japonais                                          |

## Période post-Guerre froide
| Nom                      | Type          | Classe          | Commissionnement | Perte         | Commentaire                                |
| ------------------------ | ------------- | --------------- | ---------------- | ------------- | ------------------------------------------ |
| USS Cochino (SS-345)     | Conventionnel | Balao           | 25 août 1945     | 26 août 1949  | Naufrage dû à l'explosion de ses batteries |
| USS Scorpion (SSN-589)   | SNA           | Skipjack        | 29 juillet 1960  | 22 mai 1968   | Cause inconnue, peut-être une voie d'eau   |
| USS Stickleback (SS-415) | Conventionnel | Balao           | 26 juin 1953     | 29 mai 1958   | Collision avec l'USS Silverstein (DE-534)  |
| USS Thresher (SSN-593)   | SNA           | Thresher/Permit | 3 août 1961      | 10 avril 1963 | Cause inconnue, peut-être une voie d'eau   |